# Visnaga crinita
Visnaga crinita är en växtart i släktet Visnaga och familjen flockblommiga växter. Den beskrevs av Giovanni Gussone som Ammi crinitum, och fick sitt nu gällande namn av Giardina och Raimondo 2007.
Arten är en ett- eller tvåårig ört som förekommer i södra Italien och på Sicilien.